# ティアゴ
ティアゴ (英: Tiago) は、アメリカ合衆国の競走馬である。半兄に2005年ケンタッキーダービーを制したジャコモ (Giacomo) がいる。おもな勝ち鞍はサンタアニタダービー、グッドウッドステークス。

## 年譜
- 2004年3月、ケンタッキー州レキシントン近くのミル・リッジ牧場で生まれる。
- 2005年5月7日、兄ジャコモがケンタッキーダービー (G1) を制す。
- 2006年12月26日、サンタアニタパーク競馬場の未勝利戦でデビュー。3着。
- 2007年1月21日、サンタアニタの未勝利戦。1位入線馬の失格により繰り上がりで1着に。
- 3月3日、ロバート・B・ルイスステークス (G2) 。7着。
- 4月7日、サンタアニタダービー (G1) 、10頭立ての9番人気も内から抜け出し1着。G1初制覇。
- 5月5日、ケンタッキーダービーの兄弟制覇を期待され穴人気になったが7着。
- 6月9日、ベルモントステークスは4番人気に推され、ラグズトゥリッチズ、カーリンに次ぐ3着に。
- 7月14日、スワップスステークス (G2) 1着。
- 9月29日、グッドウッドステークス (G1) 。オーサムジェム (Awesome Gem) との叩き合いを制してG1を2勝目。
- 10月27日、ブリーダーズカップ・クラシック (G1) 5着。
- 2008年1月12日、サンフェルナンドステークス (G2) 3着。
- 2月2日、ストラブステークス (G2) 2着。
- 3月1日、サンタアニタハンデキャップ (G1) 4着。
- 4月5日、オークローンハンデキャップ (G2) 1着。
- 5月31日、カリフォルニアンステークス (G2) 2着。
- 6月28日、ハリウッドゴールドカップハンデキャップステークス (G1) 6着。
- 9月27日、グッドウッドステークス (G1) 2着。
- 10月25日、ブリーダーズカップ・クラシック (G1) 3着。
- 2009年2月8日、サンアントニオハンデキャップ (G2) 3着。
- 8月26日、ハリー.F.ブルベイカーステークス6着。
- 10月10日、グッドウッドステークス (G1) 10着を最後に現役引退。
- 2010年、種牡馬となった。

エピソード
- 馬名はオーナーの友人セルジオ・メンデスの息子にちなんで命名された。

## 成績詳細
- 2006年（1戦0勝）
- 2007年（8戦4勝）
  - (G1) サンタアニタダービー
  - (G1) グッドウッドステークス
  - (G2) スワップスステークス
  - 3着 -  (G1) ベルモントステークス
- 2008年（9戦1勝）
  - (G2) オークローンハンデキャップ
  - 2着 -  (G2) ストラブステークス
  - 2着 -  (G2) カリフォルニアンステークス
  - 2着 -  (G1) グッドウッドステークス
  - 3着 -  (G2) サンフェルナンドステークス
  - 3着 -  (G1) ブリーダーズカップクラシック
- 2009年（3戦0勝）
  - 3着 -  (G2) サンアントニオハンデキャップ

## 血統表
| ティアゴの血統（リボー系 / Nasrullah5×5=6.25%） | ティアゴの血統（リボー系 / Nasrullah5×5=6.25%） | ティアゴの血統（リボー系 / Nasrullah5×5=6.25%） | （血統表の出典） | （血統表の出典） |
| 父 Pleasant Tap 1987年 鹿毛                     | 父の父Pleasant Colony 1978年 黒鹿毛             | His Majesty                                     | Ribot            | Ribot            |
| 父 Pleasant Tap 1987年 鹿毛                     | 父の父Pleasant Colony 1978年 黒鹿毛             | His Majesty                                     | Flower Bowl      |                  |
| 父 Pleasant Tap 1987年 鹿毛                     | 父の父Pleasant Colony 1978年 黒鹿毛             | Sun Colony                                      | Sunrise Flight   | Sunrise Flight   |
| 父 Pleasant Tap 1987年 鹿毛                     | 父の父Pleasant Colony 1978年 黒鹿毛             | Sun Colony                                      | Colonia          |                  |
| 父 Pleasant Tap 1987年 鹿毛                     | 父の母Never Knock 1979年 黒鹿毛                 | Stage Door Johnny                               | Prince John      | Prince John      |
| 父 Pleasant Tap 1987年 鹿毛                     | 父の母Never Knock 1979年 黒鹿毛                 | Stage Door Johnny                               | Peroxide Blonde  |                  |
| 父 Pleasant Tap 1987年 鹿毛                     | 父の母Never Knock 1979年 黒鹿毛                 | Never Hula                                      | Never Bend       | Never Bend       |
| 父 Pleasant Tap 1987年 鹿毛                     | 父の母Never Knock 1979年 黒鹿毛                 | Never Hula                                      | Hula Hula        |                  |
| 母 Set Them Free 1990年 鹿毛                    | 母の父Stop the Music 1970年 鹿毛                | Hail to Reason                                  | Turn-To          | Turn-To          |
| 母 Set Them Free 1990年 鹿毛                    | 母の父Stop the Music 1970年 鹿毛                | Hail to Reason                                  | Nothirdchance    |                  |
| 母 Set Them Free 1990年 鹿毛                    | 母の父Stop the Music 1970年 鹿毛                | Bebopper                                        | Tom Fool         | Tom Fool         |
| 母 Set Them Free 1990年 鹿毛                    | 母の父Stop the Music 1970年 鹿毛                | Bebopper                                        | Bebop            |                  |
| 母 Set Them Free 1990年 鹿毛                    | 母の母Valseuse 1973年 栗毛                      | Tyrant                                          | Bold Ruler       | Bold Ruler       |
| 母 Set Them Free 1990年 鹿毛                    | 母の母Valseuse 1973年 栗毛                      | Tyrant                                          | Anadem           |                  |
| 母 Set Them Free 1990年 鹿毛                    | 母の母Valseuse 1973年 栗毛                      | Barbarossa                                      | Cambremont       | Cambremont       |
| 母 Set Them Free 1990年 鹿毛                    | 母の母Valseuse 1973年 栗毛                      | Barbarossa                                      | Barbara F-No.2-d |                  |